# Gary Wright
Gary Wright (26. dubna 1943 Cresskill, New Jersey – 4. září 2023 Palos Verdes Estates, Kalifornie) byl americký hudebník. V roce 1967 stál u zrodu kapely Spooky Tooth, s níž hrál do roku 1970, kdy ji nedlouho před jejím rozpadem opustil. Kapela byla později, v roce 1972 obnovena, a to i s Wrightem v sestavě. Svou činnost však ukončila v roce 1974. Wright se účastnil i pozdějších reunionů kapely, avšak žádný z nich neměl dlouhého trvání. Na sólovou dráhu se vydal roku 1970 s albem Extraction. Později vydal řadu dalších alb. Roku 1970 hrál na albu All Things Must Pass anglického hudebníka George Harrisona. Později s ním spolupracoval ještě několikrát.
Zemřel 4. září 2023 v Palos Verdes Estates ve věku 80 let.